# Cinzio Cenci
Cinzio Cenci (zm. 1217) – włoski kardynał, mianowany przez papieża Klemensa III w 1190. Sygnował bulle papieskie między 9 grudnia 1190 a 24 lipca 1217. Za pontyfikatu Celestyna III służył jako legat papieski w Skandynawii (1191-1192). Uczestniczył w papieskiej elekcji w 1191, w styczniu 1198 i w lipcu 1216. Za pontyfikatu Innocentego III był legatem na południu Italii, gdzie próbował zmusić do uległości wobec Stolicy Apostolskiej regenta królestwa Sycylii (będącego papieskim lennem) Markwarda von Anweiler. Biskup Porto e Santa Rufina od marca 1217. Zmarł w Rzymie.